# Списак репрезентативних голова Пјера Емерика Обамејанга
Пјер Емерик Обамејанг је професионални фудбалер који игра за фудбалску репрезентацију Габона као нападач.  Током наступа за репрезентацију, постигао је 30 голова у 73 међународна наступа, што га чини најбољим стрелцем земље свих времена. Надмашио је рекорд Нзуеа Нгуеме од 23 гола 8. септембра 2018. када је постигао гол у квалификационом жребу за Куп Афричких нација против Бурундија при резултату 1 : 1. Обамејанга је постигао гол на свом међународном дебију за Габон у победи од 2 : 1 у гостима против Марока 28. марта 2009. Обамејанга је биран за афричког фудбалера године 2015.
Обамејангов једини хет-трик за репрезентацију остварен је у квалификацијама за Светско првенство у фудбалу 2014, и то у победи од 4 : 1 на домаћем терену против Нигера 15. јуна 2013, где су сва три гола били пенали. Два пута је постигао по два гола мечу. У утакмицама против других репрезентација, највише је постигао голова против Буркине Фасо, постигавши пет голова против „Пастува”. Обамејанг је постигао пет голова на Афричком купу нација, седам у квалификацијама за Куп Афричких нација и шест у квалификацијама за Светско првенство у фудбалу. Остатак његових голова, дванаест, постигао је у пријатељским утакмицама. Најпродуктивнија календарска година Обамејанга у погледу међународних голова била је 2015. када је за „пантере” постигао пет голова на десет утакмица. Упркос томе што је играо за Габон више од 10 година, Обамејанг никада није одиграо меч на светском првенству и никада није освојио међународни трофеј.
Обамејангова међународна каријера често је била оптерећена контроверзама и несрећама. Често су га критиковали због неиграња међународних утакмица и лошег играња на терену. За габонску фудбалску репрезентацију се понекад говорило да игра боље у његовом одсуству. Након спора са Габонским фудбалским савезом 2016. године, Обамејанг је бојкотовао габонске медије уочи Афричког купа нација 2017. и тиме додатно погоршао свој однос са Габоном. Без обзира на то, његово наслеђе као референтне тачке за габонску изврсност у спорту је евидентна; Селектор Габона Патрис Неве је 2022. године тврдио да је Обамејанг „највећи играч у Габону”.

## Голови
Ажурирано 12. новембрa 2021.
| Број | Датум               | Стадион                                          | Противник                  | Гол   | Резултат | Такмичење                                 | Реф.   |
| ---- | ------------------- | ------------------------------------------------ | -------------------------- | ----- | -------- | ----------------------------------------- | ------ |
| 1.   | 28. март 2009.      | Стадион Мохамед V, Казабланка, Мароко            | Мароко                     | 1 : 0 | 2 : 1    | Квалификације за Светско првенство 2010.  | [ 13 ] |
| 2.   | 11. август 2009.    | Стадион пријатељства, Котону, Бенин              | Бенин                      | 1 : 0 | 1 : 1    | Пријатељска утакмица                      | [ 14 ] |
| 3.   | 19. мај 2010.       | Стадион Франсоа Коти, Ајачо, Француска           | Того                       | 2 : 0 | 3 : 0    | Пријатељска утакмица                      | [ 15 ] |
| 4.   | 11. август 2010.    | Стадион 5. јул, Алжир, Алжир                     | Алжир                      | 2 : 0 | 2 : 1    | Пријатељска утакмица                      | [ 16 ] |
| 5.   | 17. новембар 2010.  | Стадион Мишел Идалго, Саноа, Француска           | Сенегал                    | 1 : 2 | 1 : 2    | Пријатељска утакмица                      | [ 17 ] |
| 6.   | 23. јануар 2012.    | Стадион д’Агонђе, Либрвил, Габон                 | Нигер                      | 1 : 0 | 2 : 0    | Афрички куп нација 2012.                  | [ 18 ] |
| 7.   | 27. јануар 2012.    | Стадион д’Агонђе, Либрвил, Габон                 | Мароко                     | 1 : 1 | 3 : 2    | Афрички куп нација 2012.                  | [ 19 ] |
| 8.   | 31. јануар 2012.    | Стадион у Франсвилу, Франсвил, Габон             | Тунис                      | 1 : 0 | 1 : 0    | Афрички куп нација 2012.                  | [ 20 ] |
| 9.   | 14. октобар 2012.   | Стадион д’Агонђе, Либрвил, Габон                 | Того                       | 1 : 2 | 1 : 2    | Квалификације за Афрички куп нација 2013. | [ 21 ] |
| 10.  | 15. јун 2013.       | Стадион у Франсвилу, Франсвил, Габон             | Нигер                      | 1 : 1 | 4 : 1    | Квалификације за Светско првенство 2014.  | [ 22 ] |
| 11.  | 15. јун 2013.       | Стадион у Франсвилу, Франсвил, Габон             | Нигер                      | 2 : 1 | 4 : 1    | Квалификације за Светско првенство 2014.  | [ 22 ] |
| 12.  | 15. јун 2013.       | Стадион у Франсвилу, Франсвил, Габон             | Нигер                      | 4 : 1 | 4 : 1    | Квалификације за Светско првенство 2014.  | [ 23 ] |
| 13.  | 11. октобар 2014.   | Стадион д’Агонђе, Либрвил, Габон                 | Буркина Фасо               | 1 : 0 | 2 : 0    | Квалификације за Афрички куп нација 2015. | [ 24 ] |
| 14.  | 11. октобар 2014.   | Стадион д’Агонђе, Либрвил, Габон                 | Буркина Фасо               | 2 : 0 | 2 : 0    | Квалификације за Афрички куп нација 2015. | [ 24 ] |
| 15.  | 17. јануар 2015.    | Стадион у Бати, Бата, Екваторијална Гвинеја      | Буркина Фасо               | 1 : 0 | 2 : 0    | Афрички куп нација 2015.                  | [ 24 ] |
| 16.  | 25. март 2015.      | Стадион Пјер Брисон, Бове, Француска             | Мали                       | 2 : 2 | 4 : 3    | Пријатељска утакмица                      | [ 25 ] |
| 17.  | 25. март 2015.      | Стадион Пјер Брисон, Бове, Француска             | Мали                       | 3 : 2 | 4 : 3    | Пријатељска утакмица                      | [ 25 ] |
| 18.  | 5. септембар 2015.  | Стадион д’Агонђе, Либрвил, Габон                 | Судан                      | 4 : 0 | 4 : 0    | Пријатељска утакмица                      | [ 26 ] |
| 19.  | 9. октобар 2015.    | Олимпијски стадион у Радесу, Тунис, Тунис        | Тунис                      | 1 : 1 | 3 : 3    | Пријатељска утакмица                      | [ 27 ] |
| 20.  | 25. март 2016.      | Стадион у Франсвилу, Франсвил, Габон             | Сијера Леоне               | 1 : 0 | 2 : 1    | Пријатељска утакмица                      | [ 28 ] |
| 21.  | 2. септембар 2016.  | Стадион у Картуму, Картум, Судан                 | Судан                      | 1 : 1 | 2 : 1    | Пријатељска утакмица                      | [ 29 ] |
| 22.  | 14. јануар 2017.    | Стадион д’Агонђе, Либрвил, Габон                 | Гвинеја Бисао              | 1 : 0 | 1 : 1    | Афрички куп нација 2017.                  | [ 30 ] |
| 23.  | 18. јануар 2017.    | Стадион д’Агонђе, Либрвил, Габон                 | Буркина Фасо               | 1 : 1 | 1 : 1    | Афрички куп нација 2017.                  | [ 31 ] |
| 24.  | 8. септембар 2018.  | Стадион д’Агонђе, Либрвил, Габон                 | Бурунди                    | 1 : 1 | 1 : 1    | Квалификације за Афрички куп нација 2019. | [ 32 ] |
| 25.  | 10. октобар 2019.   | Стадион Мунисипал, Сен Ле ла Форе, Француска     | Буркина Фасо               | 1 : 0 | 1 : 0    | Пријатељска утакмица                      | [ 33 ] |
| 26.  | 12. новембар 2020.  | Стадион у Франсвилу, Франсвил, Габон             | Гамбија                    | 2 : 0 | 2 : 1    | Квалификације за Афрички куп нација 2021. | [ 34 ] |
| 27.  | 25. март 2021.      | Стадион у Франсвилу, Франсвил, Габон             | ДР Конго                   | 3 : 0 | 3 : 0    | Квалификације за Афрички куп нација 2021. | [ 35 ] |
| 28.  | 11. октобар 2021.   | Стадион у Франсвилу, Франсвил, Габон             | Ангола                     | 1 : 0 | 2 : 0    | Квалификације за Светско првенство 2022.  | [ 36 ] |
| 29.  | 12. новембар 2021.  | Стадион у Франсвилу, Франсвил, Габон             | Либија                     | 1 : 0 | 1 : 0    | Квалификације за Светско првенство 2022.  | [ 37 ] |
| 30.  | 4. јануар 2022.     | Стадион Севенс, Дубаи, Уједињени Арапски Емирати | Мауританија                | 1 : 0 | 1 : 1    | Пријатељска утакмица                      | [ 38 ] |
| 31.  | 11. јун 2024.       | Стадион у Франсвилу, Франсвил, Габон             | Гамбија                    | 2 : 1 | 3 : 2    | Квалификације за Светско првенство 2026.  | [ 39 ] |
| 32.  | 6. септембар 2024.  | Стадион Адрар, Агадир, Мароко                    | Мароко                     | 1 : 2 | 1 : 4    | Квалификације за Афрички куп нација 2025. | [ 40 ] |
| 33.  | 10. септембар 2024. | Стадион у Франсвилу, Франсвил, Габон             | Централноафричка Република | 1 : 0 | 2 : 0    | Квалификације за Афрички куп нација 2025. | [ 41 ] |
| 34.  | 23. март 2025.      | Њајо Стадион, Најроби, Кенија                    | Кенија                     | 1 : 0 | 2 : 1    | Квалификације за Светско првенство 2026.  | [ 42 ] |
| 35.  | 23. март 2025.      | Њајо Стадион, Најроби, Кенија                    | Кенија                     | 2 : 0 | 2 : 1    | Квалификације за Светско првенство 2026.  | [ 42 ] |

## Статистика
Ажурирано 18. јуна 2023.
| Репрезентација | Година | Утакмице | Голови |
| -------------- | ------ | -------- | ------ |
| Габон          |        |          |        |
| 2009.          | 7      | 2        |        |
| 2010.          | 10     | 3        |        |
| 2011.          | 5      | 0        |        |
| 2012.          | 8      | 4        |        |
| 2013.          | 4      | 3        |        |
| 2014.          | 4      | 2        |        |
| 2015.          | 10     | 5        |        |
| 2016.          | 4      | 2        |        |
| 2017.          | 4      | 2        |        |
| 2018.          | 2      | 1        |        |
| 2019.          | 5      | 1        |        |
| 2020.          | 2      | 1        |        |
| 2021.          | 6      | 3        |        |
| 2022.          | 1      | 1        |        |
| 2023.          | 2      | 0        |        |
| 2024.          | 5      | 3        |        |
| 2025.          | 1      | 2        |        |
| Укупно         | Укупно | 81       | 35     |

| Противник                  | Голови |
| -------------------------- | ------ |
| Буркина Фасо               | 5      |
| Нигер                      | 4      |
| Мароко                     | 3      |
| Гамбија                    | 2      |
| Кенија                     | 2      |
| Мали                       | 2      |
| Судан                      | 2      |
| Того                       | 2      |
| Тунис                      | 2      |
| Алжир                      | 1      |
| Ангола                     | 1      |
| Бенин                      | 1      |
| Бурунди                    | 1      |
| Централноафричка Република | 1      |
| ДР Конго                   | 1      |
| Гвинеја Бисао              | 1      |
| Либија                     | 1      |
| Мауританија                | 1      |
| Сенегал                    | 1      |
| Сијера Леоне               | 1      |
| Укупно                     | 35     |

### Број утакмица и број голова по такмичењу
| Такмичење                           | Број утакмица | Голови |
| ----------------------------------- | ------------- | ------ |
| Афрички куп нација                  | 10            | 5      |
| Квалификације за Афрички куп нација | 22            | 9      |
| Квалификације за Светско првенство  | 23            | 9      |
| Пријатељске утакмице                | 26            | 12     |
| Укупно                              | 81            | 35     |